# Persemalra Maluku Tenggara
Persemalra Maluku Tenggara was tussen 1982 en 2014 een Indonesische voetbalclub uit de Zuidoost-Molukken die financieel ondersteunt werd door het regionale regentschap. De Molukse Arenden waren gevestigd in Tual (tot 2011) en vervolgens in Langgur, waar ze haar thuiswedstrijden speelde in het Stadion Maren. Persemalra beleefde zijn hoogtijdagen in de jaren 2000 met vijf Molukse afdelingstitels en speelde tussen 2010 en 2012 twee seizoenen in de de Divisi Utama, destijds het op een na hoogste niveau van het Indonesisch voetbal.
Na voetbalpolitieke toestanden binnen het Indonesische voetbal in 2013 en de stop van financiële steun van de politiek aan het betaald voetbal, werd de club in 2014 opgeheven.

## Geschiedenis

### Opkomst
Persatuan Sepak Bola Maluku Tenggara werd opgericht op 14 juni 1982 in Tual. De club kende een sportieve opkomst vlak na de Sektarische conflicten in de Molukken. Na de burgeroorlog werd in het seizoen 2005 werd het Moluks afdelingskampioenschap hervat, en Persemalra Tual werd kampioen doordat het met een doelsaldo van slechts één doelpunt meer eindigde dan PSA Ambon. Hierdoor kwalificeerde Persemalra zich voor de voorronde van de Divisi Tiga, het vijfde niveau van de Indonesische voetbalpiramide, maar wist zich niet te plaatsen voor he algehele hoofdtoernooi.
Ook het seizoen 2006 van het Moluks afdelingskampioenschap werd gewonnen, waardoor de club zich ditmaals plaatste voor de kwalificatiepoule van de Divisi Dua (vierde voetbalniveau). Van de zes teams in de kwalificatiepoule, eindige Persemalra op een tweede plaats achter Persidago Gorontalo, waardoor ze door mochten naar de tweede poulefase. In Groep D, werd Persemalra derde van de vier deelnemende teams. Hiermee was de club uit Tual uitgeschakeld in het toernooi, maar door haar clubprestatie werd het competitiecoëfficiënt van de Molukse competitie omhoog bijgesteld, waardoor de kampioen van het Moluks kampioenschap zich vervolgens kan kwalificeren voor de Divisi Satu (Derde voetbalniveau).
Nadat de Molukse arenden ook de Molukse afdelingstitel van 2007 wonnen, kwalificeerden ze zich voor het hoofdtoernooi van de Divisi Satu. In een poule met tien deelnemende teams, eindigde Persemalra op de achtste plaats, waardoor ze niet in aanmerking kwamen voor play-offs.
In 2008 won de club wederom het Moluks kampioenschap en mocht vervolgens meedoen aan het seizoen 2008/09 van de Divisi Satu. Na een loting voor de eerste poulefase werden ze geplaatst in Groep 7, waarin Persemalra derde werd, wat recht gaf op plaatsing in de volgende ronde waarin de beste zestien clubs verdeeld waren over 4 poules. In Groep D werd Persemalra laatste zonder een enkele winstpunt en was daarmee uitgeschakeld. 
In het seizoen 2009/10 won Persemalra wederom het Moluks kampioenschap van 2009 en kwalificeerde daarom weer voor de eerste poulefase van de Divisi Satu. In de eerste poulefase eindigde Persemalra als tweede, wat genoeg was om door te gaan naar de tweede poulefase met de beste zestien clubs. In deze tweede poulefase werd de club nogmaals tweede in haar groep, vlak achter Perseru Serui, waardoor Persemalra zich plaatst voor de halve finale tegen PSCS Cilacap. Deze wedstrijd werd gewonnen met 1–0 door een doelpunt van Rahel Tuasalamony. In de finale dat gespeeld werd in Stadion Singaperbangsa te Karawang, speelde de Zuidoost Molukse club tegen Persekam Metro FC. Na een 0–0 gelijkspel na reguliere speeltijd en verlenging, werd er met 4–1 verloren na strafschoppen. Als finalst mocht de club dan eindelijk promoveren naar de Divisi Utama, het tweede niveau van Indonesië.
In het seizoen 2010/11, werd Persemalra ingedeeld in Groep B van de Divisi Utama, waar de Molukse club samen met 12 andere clubs strijd om drie kwalificatietickets voor de kampioenspoule. De club uit Tual bood de nodige weerstand en wist van de 24 competitiewedstrijden 10 keer te winnen, maar eindigde daarmee op een tiende plaats.
In het seizoen 2011/12 speelde Persemalra Maluku Tenggara in Groep III van de Divisi Utama en behaalde een zesde plaats, wat geen recht gaf tot play-offs of promotie, maar wel voldoende was voor lijfsbehoud.

### Ondergang
Vanaf het seizoen 2012/13 kreeg de club geen financiële steun meer vanuit de politiek. Het was sindsdien in Indonesië verboden om publiek geld te investeren in het betaald voetbal. Als gevolg hiervan viel de organisatie van Persemalra uit elkaar en kon de club haar reizen voor uitwedstrijden van de Divisi Utama niet meer financieren. Ook waren er problemen binnen het Indonesisch voetbal, waardoor er twee bonden bestonden: de KPSI en de PSSI. Persemalra wilde zich in 2014 alsnog inschrijven voor competitievoetbal, maar er was veel onzekerheid over de deelname aan de competitie en diens organisatie. Andere voetbalclubs konden rekenen op geld van geldschieters of het bedrijfsleven, maar Persemalra Maluku Tenggara wist zichzelf niet te herlanceren en verdween vervolgens uit de voetballerij.

## Erelijst
| Competitie                      | Winnaar | Winnaar                      | Runner up | Runner up |
| Competitie                      | Aantal  | Jaren                        | Aantal    | Jaren     |
| ------------------------------- | ------- | ---------------------------- | --------- | --------- |
| Indonesische voetbalbond (PSSI) |         |                              |           |           |
| Divisi Satu (Derde niveau)      |         |                              | 1×        | 2010      |
| Afdeling Molukken (PSSI)        |         |                              |           |           |
| Moluks voetbalkampioenschap     | 5×      | 2005, 2006, 2007, 2008, 2009 | -         | -         |